# Versatile 150
 (novembre 2021).
Le Versatile 150 est un tracteur agricole articulé à quatre roues motrices égales produit par le canadien Versatile (en).
Ce tracteur d'une puissance modérée, destiné à tous les usages dans les fermes nord-américaines de petite taille, est produit de 1977 à 1981.

## Historique
Le fabricant de matériel agricole canadien Versatile est spécialisé dans la production de tracteurs articulés de grande puissance. Le Versatile 150 est bien un tracteur articulé, mais de puissance modeste, et vise le créneau des tracteurs polyvalents pour les fermes de petite taille grâce à son architecture et aux nombreux outils qui peuvent lui être attelés.
Il est produit de 1977 à 1981.

## Caractéristiques
Le Versatile 150 est motorisé par un groupe fourni par Perkins. Ce moteur Diesel à quatre cylindres (alésage de 98 mm pour une course de 127 mm) en ligne, à injection directe, possède une cylindrée totale de 3 860 cm3. Il développe une puissance maximale de 71 ch SAE à 2 250 tr/min.
La transmission hydrostatique du 150 possède trois gammes à l'intérieur desquelles la vitesse peut varier de manière continue de zéro à 6,8 km/h pour la première, 13,4 km/h pour la deuxième et 27,7 km/h pour la troisième. Les performances sont identiques dans les deux sens de la marche.
Le tracteur est équipé d'un cabine de conduite très exiguë et sommairement insonorisée. Le volant et le siège sont réversibles permettant de conduire le tracteur dans les deux sens. Toutes les autres commandes, hydrauliques, sont manœuvrées par des pédales dans un sens et des leviers dans l'autre.
Versatile présente le tracteur comme extrêmement polyvalent, d'autant plus que plusieurs accessoires sont spécialement conçus pour lui être attelés, comme un chargeur (bottes de paille ou godet) ou une fraise de déneigement. Il est équipé en série d'une prise de force arrière et d'un relevage.
La masse à vide en ordre de marche du tracteur, hors équipements et options, est de 3 538 kg.